# Тавель (Татарстан)
Тавель (тат. Тау Иле) — село в Нижнекамском районе Татарстана. Входит в состав Сосновского сельского поселения.

## География
Находится в центральной части Татарстана на расстоянии приблизительно 46 км по прямой на юго-запад от районного центра города Нижнекамск на речке Тетвелька.

## История
Известно с 1710—1711 годов. В 1885 году открыта церковно-приходская школа. Относится к населенным пунктам с кряшенским населением.

## Население
Постоянных жителей было: в 1782 году — 62 души мужского пола, в 1859—319, в 1897—650, в 1908—681, в 1920 году — 896, в 1926 году — 518, в 1938 году — 422, в 1949 году — 530, в 1958 году — 412, в 1970 году — 405, в 1979 году — 253, в 1989 году — 188, в 2002 − 158 (татары 81 %), 161 в 2010.